# Лі Син У
Лі Син У (кор. 이승우, нар. 6 січня 1998, Сувон) — південнокорейський футболіст, нападник бельгійського «Сент-Трюйдена» та національної збірної Південної Кореї.

## Клубна кар'єра
Народився 6 січня 1998 року в місті Сувон. Виховувався в системі клубу «Інчхон Юнайтед». У 2011 році відбувся його перехід в «Ла Масію» — академію «Барселони». Згідно з правилами ФІФА, він не мав права виступати за каталонців в офіційних матчах до досягнення вісімнадцятирічного віку. Влітку 2016 року Син був переведений в резервну команду «синьо-гранатових», «Барселона Б». Він провів за неї всього один матч в сезоні 2016/17 у Сегунді Б.
31 серпня 2017 року Син У підписав чотирирічний контракт з італійською «Вероною», сума трансферу склала 1.5 млн євро. 24 вересня він дебютував за свій новий клуб у матчі італійської Серії А проти «Лацио». Загалом у першому сезоні відіграв за команду з Верони 14 матчів в національному чемпіонаті і забив 1 гол, проте «веронці» вилетіли з вищого італійського дивізіону.
Вже наступного ж сезону команді вдалося повернутися до елітного італійського дивізіону, утім кореєць у ньому вже не грав, адже 30 серпня 2019 року перейшов до бельгійського «Сент-Трюйдена». У новій команді мав проблеми з акліматизацією — протягом перших одинадцяти турів бельгійської першості взагалі не потрапляв до заявки «Сент-Трюйдена» на матчі, а з'явився на полі у його формі лише наприкінці грудня 2019. Загалом протягом першого сезону в Бельгії взяв участь у чотирьох іграх чемпіонату.
Наступний сезон 2020/21 утім вже розпочав як гравець основного складу, 13 вересня 2020 року відкрив лік забитим за «Сент-Трюйден» голам, відзначившись відразу «дублем» у ворота «Антверпена».

## Виступи за збірні
2013 року дебютував у складі юнацької збірної Південної Кореї. Зі збірною до 16 років був учасником юнацького кубка Азії, де забив 5 голів у 5 матчах і став найкращим бомбардиром. Сама ж південнокорейська збірна стала фіналісткою, програвши у вирішальній грі Північній Кореї (1:2). Тим не менш цей результат дозволив команді пробитись на юнацький чемпіонат світу, де Син У також зіграв. Загалом взяв участь у 18 іграх на юнацькому рівні, відзначившись 13 забитими голами.
Протягом 2015—2017 років залучався до складу молодіжної збірної Південної Кореї і був учасником молодіжного чемпіонату світу 2017 року, де забив два голи. На молодіжному рівні зіграв у 16 офіційних матчах, забив 7 голів.
28 травня 2018 року дебютував в офіційних матчах у складі національної збірної Південної Кореї в товариській грі проти збірної Гондурасу (2:0).
У складі збірної був учасником чемпіонату світу 2018 року у Росії.
Наступного року був учасником тогорічного кубка Азії, де двічі виходив на поле на заміну в іграх плей-оф, включаючи чвертьфінал, яким корейці завершили боротьбу на турнірі, поступившись майбутнім чемпіонам, збірній Катару. 
| Дата      | Місто           | Господарі      | Результат  | Гості                | Турнір                        | Голи | Примітки |
| --------- | --------------- | -------------- | ---------- | -------------------- | ----------------------------- | ---- | -------- |
| 28-5-2018 | Тегу            | Південна Корея | 2 – 0      | Гондурас             | товариський матч              | -    | 85'      |
| 1-6-2018  | Чонджу          | Південна Корея | 1 – 3      | Боснія і Герцеговина | товариський матч              | -    | 88'      |
| 7-6-2018  | Інсбрук         | Південна Корея | 0 – 0      | Болівія              | товариський матч              | -    | 60'      |
| 11-6-2018 | Гредіг          | Сенегал        | 2 – 0      | Південна Корея       | товариський матч              | -    | 46'      |
| 18-6-2018 | Нижній Новгород | Швеція         | 1 – 0      | Південна Корея       | ЧС 2018 - 1-й етап            | -    | 73'      |
| 23-6-2018 | Ростов-на-Дону  | Південна Корея | 1 – 2      | Мексика              | ЧС 2018 - 1-й етап            | -    | 64' 72'  |
| 7-9-2018  | Коян            | Південна Корея | 2 – 0      | Коста-Рика           | товариський матч              | -    | 83'      |
| 22-1-2019 | Дубай (місто)   | Південна Корея | 2 – 1 д.ч. | Бахрейн              | Кубок Азії 2019 - 1/8 фіналу  | -    | 89'      |
| 25-1-2019 | Абу-Дабі        | Південна Корея | 0 – 1      | Катар                | Кубок Азії 2019 - чвертьфінал | -    | 85'      |
| 22-3-2019 | Ульсан          | Південна Корея | 1 – 0      | Болівія              | товариський матч              | -    | 63' 83'  |
| 11-6-2019 | Сеул            | Південна Корея | 1 – 1      | Іран                 | товариський матч              | -    | 76'      |
| Усього    |                 | Матчів         | 11         |                      | Голів                         | 0    |          |

## Титули і досягнення
- Переможець Азійських ігор: 2018